# 王任用
王任用（1501年—？），字汝欽，號汾源，直隸蘇州府崑山縣軍籍，太倉州人，明朝政治人物。

## 生平
嘉靖四年（1525年）乙酉科應天府鄉試第五十八名舉人。嘉靖二十六年（1547年）中式丁未科會試第二名，登第三甲第一百六十五名進士。歷太常寺博士、禮部主事。

## 家族
曾祖王訓，曾任壽官；祖父王恢，曾任承事郎；父王時雨，贈禮部主事；母項氏（旌表節婦），封太安人。慈侍下。從弟王三錫，光州知州；王三接，柳州知府；王三顧，監生；王三聘，監生；王三重。子王荩臣、王衡臣、王定鼎（监生詹事府主簿）、王亮臣（举人）。